# Hindle-Gletscher
Der Hindle-Gletscher ist ein 10 km langer Gletscher an der Nordküste Südgeorgiens. Aus der Umgebung des Mount Paterson in der Salvesen Range fließt er in nördlicher Richtung zur Royal Bay.
Der South Georgia Survey kartierte ihn zwischen 1951 und 1952. Wissenschaftler der British South Georgia Expedition (1954–1955) benannten ihn inoffiziell als Bruce-Gletscher nach dem schottischen Polarforscher William Speirs Bruce (1867–1921). Das UK Antarctic Place-Names Committee benannte ihn dagegen 1957 nach dem britischen Zoologen Edward Hindle (1886–1973), Ehrenpräsident der Royal Geographical Society.